# 유니버설 미디어 디스크
유니버설 미디어 디스크(Universal Media Disc, UMD)는 소니가 플레이스테이션 포터블에 이용하기 위해 개발한 광 디스크 매체이다. 최대 1.8 기가바이트의 데이터를 담을 수 있다. 핸드헬드 비디오 게임 시스템에 쓰이기 위한 첫 광 디스크 포맷으로 알려져 있다.

## 개요

### 규격
ECMA-365: 60 mm 읽기 전용 ODC – 용량: 1.8 GB (UMD)의 자료 이동
- 크기: 대략 64 mm (W) × 64 mm (D) × 4.2 mm (H)
- 최대 용량: 1.80 GB (듀얼 레이어), 900 MB (싱글 레이어)
- 레이저 파장: 660 nm (적색 레이저)
- 암호화: AES 128 비트

### 지역
DVD 지역 코드가 UMD 영화, 음악에 적용되어 있으나 배틀존을 제외한 모든 게임은 지역 제한이 걸려 있지 않다.
- 지역 0: 전 세계 (비행 중 영화 보기 등)
- 지역 1: 미국, 캐나다, 라틴 아메리카
- 지역 2: 유럽 연합, 일본, 중동, 이집트, 남아프리카공화국, 그린란드, 프랑스 영토
- 지역 3: 대만, 대한민국, 필리핀, 인도네시아, 홍콩
- 지역 4: 호주, 뉴질랜드, 태평양 섬, 브라질
- 지역 5: 러시아, 동유럽, 파키스탄, 인도, 대부분의 아프리카, 조선민주주의인민공화국, 몽골
- 지역 6: 중화인민공화국

## 같이 보기
- 미니디스크